# 大和町町民バス

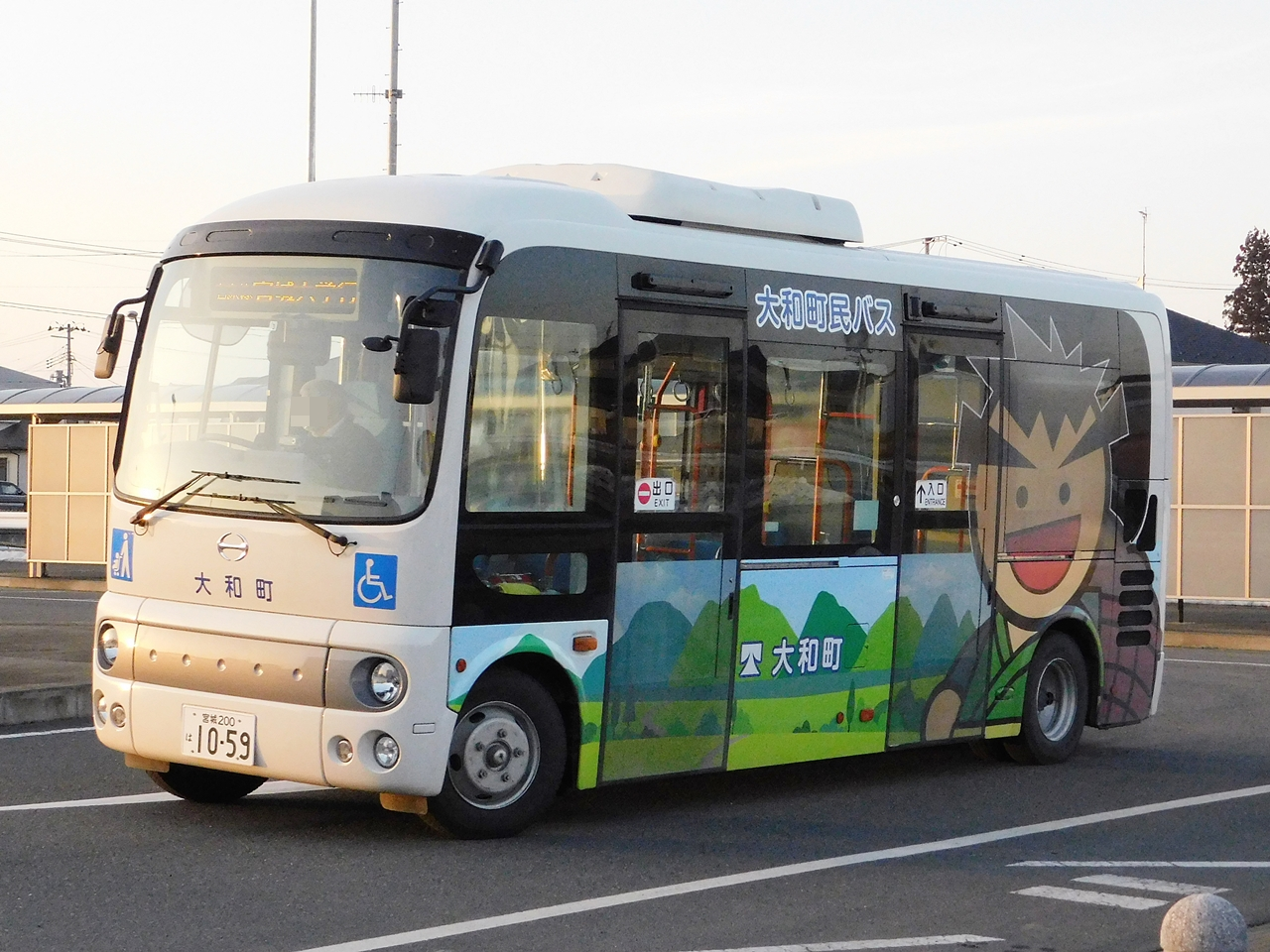
大和町町民バス

大和町町民バス（たいわちょうちょうみんバス）は、宮城県黒川郡大和町にて運行しているコミュニティバスである。
運行形態は、自家用自動車（白ナンバー車）による有償運送であり、運転・車両管理業務を大和観光へ委託している。

## 概要
- 料金は以下の通り
  - 利用1回200円（小中学生100円）、但し吉岡地区区間内の場合およびもみじケ丘 - 杜の丘地区内で乗降完結する場合は100円（小中学生無料）。
  - 70歳以上および運転免許証自主返納者は証明書提示により半額となる。
  - 未就学児、障害者及びその介護者は無料。
  - 回数券は、100円券11枚綴り1,000円と、小中学生用50円券11枚綴り500円と、高校生通学回数券100円券12枚綴り1,000円がある。
- 日曜・祝日及び年末年始（12月29日 - 1月3日）は運休

## 沿革
- 1999年（平成11年）10月1日 - 運行開始。
- 2009年（平成21年）4月1日 - ダイヤ改正。難波線2、鶴巣線4廃止。吉田線1･2を火木土の隔日運行に、落合線1･2を月水金の隔日運行に。鶴巣防災センター前バス停廃止。
- 2015年（平成27年）4月1日 - デマンドタクシーの実証運行を開始、宮床線以外の路線を廃止。宮床線は増便を行い、宮城大学まで路線を延長[1]。
- 2016年（平成28年）4月1日 - デマンドタクシーの本格運行を開始[2]。

## 路線
2015年4月1日現在、1路線のみとなっており、他の地域はデマンドタクシーへの切り替えが行われた。
宮床線
- 宮城大学 - もみじケ丘・杜の丘地区 - 宮床地区 - 吉岡地区（大和町バスターミナル）

### かつて運行されていた路線・区間
難波線2

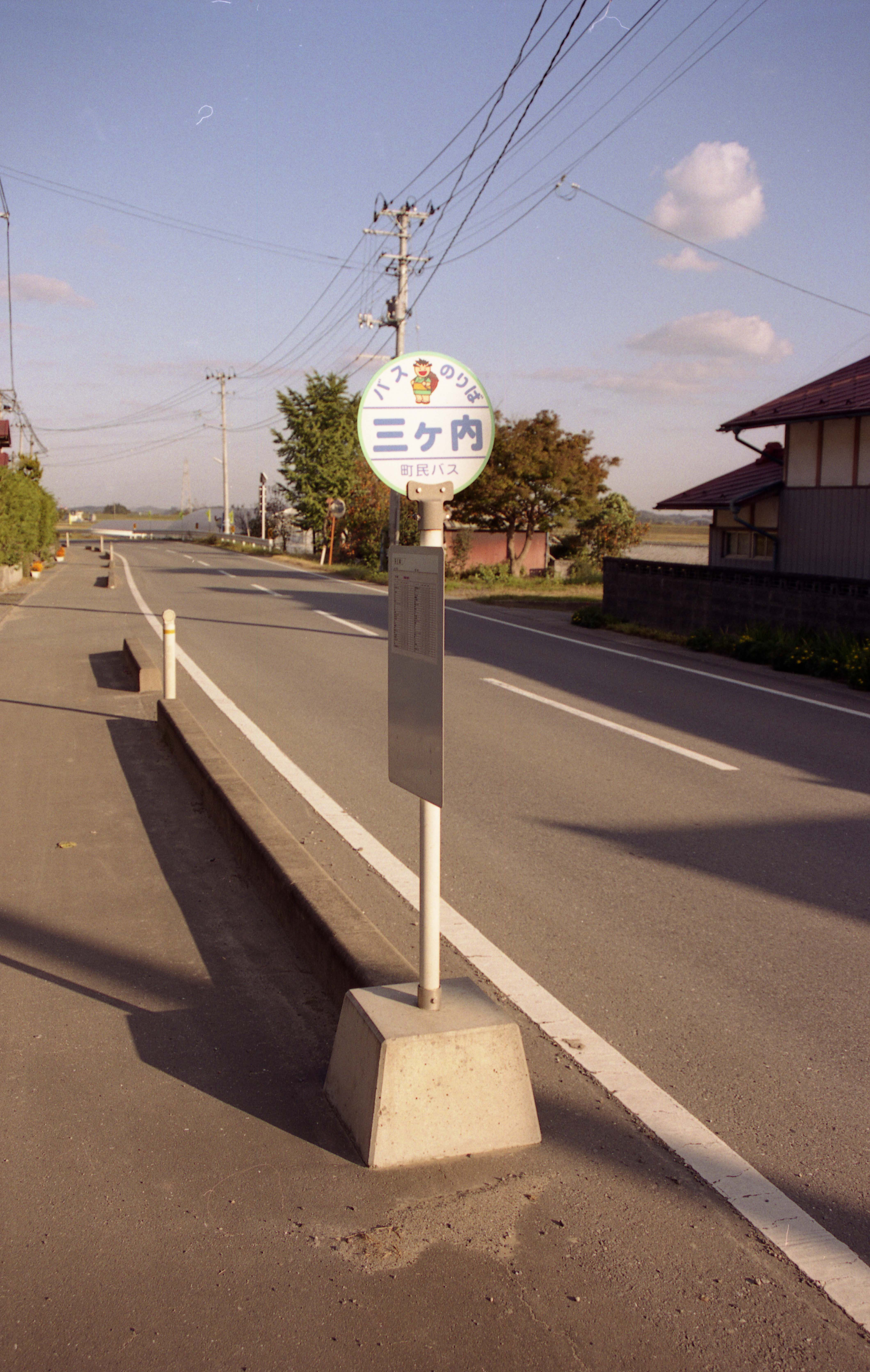
大和町町民バス バス停（現在このバス停は廃止されている）

- ひだまりの丘 - 吉田ふるさとセンター前（直行）

鶴巣線4
- ひだまりの丘 - 館下 - 上町 - 宮交吉岡案内所 - まほろばホール - まほろばタウン - 公立黒川病院前 - 一里塚公園 - 吉岡東二丁目 - 柴崎 - 黒川高校前 - 舞野 - JA大和インター支店 - 落合 - 砂金沢 - 砂金沢コミュニティセンター前 - 北目コミュニティセンター前 - 宮ノ沢 - 鶴巣迫 - 下草運動広場前 - 鶴巣塚 - 鶴巣防災センター前 - 鶴巣小学校前 - 別所 - 天神山 - 町田橋 - 半福寺 - 大平下公民館 - 大平下 - 大平 - 郷ノ目 - 大平上 - 北壱ツ山 - 石ノ沢 - 幕柳 - 太田 - 鶴巣山田 - 関場 - 宮田 - 井戸神沢 - 鶴巣山田レクリエーション広場前

以上2路線は、2009年3月31日限りで廃止された。
吉岡循環線（Aルート）
- 大和町保健福祉総合センター（現：ひだまりの丘） - 城内入口 - 上町 - 天皇寺入口 - 志田町 - 道下 - 公立黒川病院前 - ヨークベニマル前 - かとう眼科前 - 柴崎 - 糸繰 - 大和町役場 - 城内入口 - 大和町保健福祉総合センター

吉岡循環線（Bルート）
- 大和町保健福祉総合センター - 吉岡南一丁目 - まほろばホール前 - 吉岡郵便局 - 東車堰 - 道下 - 公立黒川病院前 - ヨークベニマル前 - かとう眼科前 - 柴崎 - 糸繰 - 大和町役場 - 城内入口 - 大和町保健福祉総合センター

吉田線（沢渡 - 中見山間）
- 沢渡 - 丸森 - 嘉太神分校前 - 三畑集会所前 - 滑谷地 - 金屑沢 - 中見山

宮床線（旧）
- ひだまりの丘 - 宮交吉岡案内所 - 黒川高校前 - 公立黒川病院前 - 総合運動公園前 - 中野 - 山下橋 - もみじケ丘一丁目 - 石倉 - 白久保

難波線
- ひだまりの丘 - 黒川高校前 - 公立黒川病院前 - 清水公民館前 - 石神山精神社前 - 南川ダム資料館前 - 難波 - 高山 - 旦ノ原 - 吉田ふるさとセンター前

吉田線1
- ひだまりの丘 - 黒川高校前 - 公立黒川病院前 - 船形コロニー前 - 反町西 - 吉田小学校前 - 台ヶ森温泉入口 - 若畑 - 八志田公民館前 - 沢渡
  - 火曜・木曜・土曜のみの運行。

吉田線2
- ひだまりの丘 - 黒川高校前 - 公立黒川病院前 - 船形コロニー前 - 吉田コミュニティセンター - 割前 - 八志田公民館前 - 沢渡
  - 火曜・木曜・土曜のみの運行。

鶴巣線1
- ひだまりの丘 - 黒川高校前 - JA大和インター支店 - 岸 - 鳥屋 - 関場 - 鶴巣山田レクリエーション広場前
  - 急行線。

鶴巣線2
- ひだまりの丘 - 宮交吉岡案内所 - 公立黒川病院前 - 黒川高校前 - JA大和インター支店 - 砂金沢 - 鶴巣小学校前 - 鳥屋 - 関場 - 鶴巣山田レクリエーション広場前

鶴巣線3
- ひだまりの丘 - 宮交吉岡案内所 - 公立黒川病院前 - 黒川高校前 - JA大和インター支店 - 砂金沢 - 下草運動広場前 - 鶴巣小学校前 - 大平上 - 大平下

落合線1
- ひだまりの丘 - 宮交吉岡案内所 - 公立黒川病院前 - 黒川高校前 - JA大和インター支店 - 相川 - 熊野 - 落合ふるさとセンター前 - 三ケ内 - 大角 - 滝ノ沢
  - 月曜・水曜・金曜のみの運行。

落合線2
- ひだまりの丘 - 宮交吉岡案内所 - 公立黒川病院前 - 黒川高校前 - 蒜袋 - 相川 - 熊野 - 上桧和田 - 下桧和田生活センター前 - 中屋敷二番
  - 月曜・水曜・金曜のみの運行。

## 車両
- 2001年時点では、トヨタ・コースターおよび日野・リエッセが使用されていた。
- 2018年4月から新車両が投入され、2台体制での運行となった。

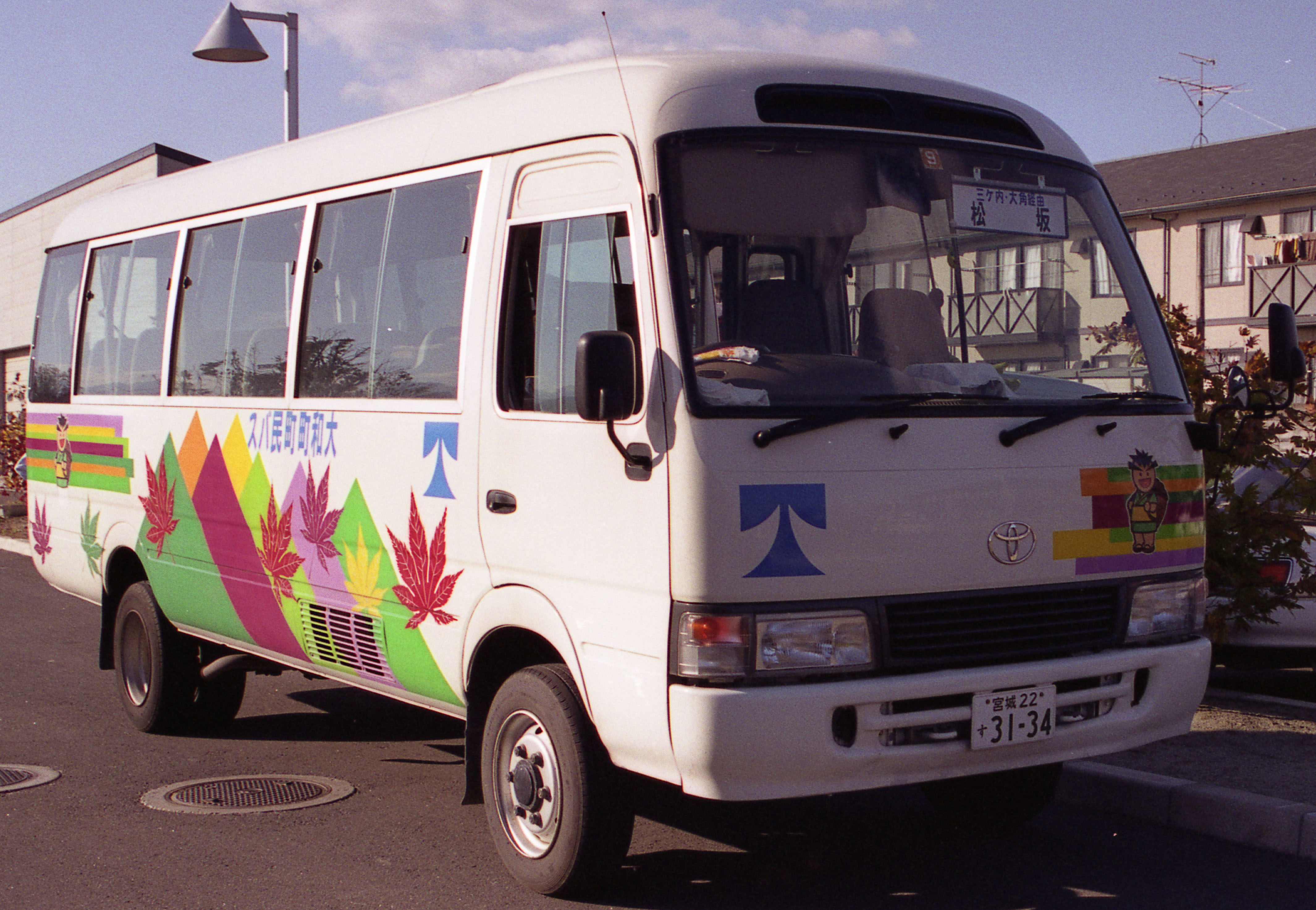
大和町町民バス（2001年時点）